# Paradinocephalus collarti
Paradinocephalus collarti är en skalbaggsart som beskrevs av Stefan von Breuning 1954. Paradinocephalus collarti ingår i släktet Paradinocephalus och familjen långhorningar. Inga underarter finns listade i Catalogue of Life.